# Bolsas y Mercados Españoles
Bolsas y Mercados Españoles, afgekort BME, is het overkoepelende bedrijf van alle Spaanse effectenbeurzen en aandelenmarkten. Het bedrijf is zelf beursgenoteerd en was tussen 2007 en 2015 genoteerd aan de IBEX-35, de belangrijkste Spaanse aandelenindex, aan de beurs van Madrid.
BME heeft 20 dochterondernemingen, waaronder de effectenbeurzen van Madrid, Barcelona, Bilbao en Valencia.
In 2019 kwamen diverse biedingen op BME, waaronder van Euronext. Uiteindelijk bood de Zwitserse beursexploitant SIX het meest, 2,84 miljard euro. In maart 2020 stemde de toezichthouder CNMV in met het bod. In juni 2020 werd de overname afgerond, SIX werd na de overname de op twee na grootste beursexploitant van Europa gemeten naar de omzet. Op dat moment had SIX ruim 93% van de aandelen van BME in handen.